# Коммунистическая партия Азербайджана (СССР)
Коммунистическая партия Азербайджана (азерб. Азәрбајҹан Коммунист Партијасы, Azərbaycan Kommunist Partiyası) — коммунистическая партия в составе КПСС. Правящая политическая партия Азербайджанской ССР в 1920—1991 годах.

## История
Первые марксистские кружки в Азербайджане зародились в 1898 году, а к весне 1899 года в Азербайджане действовали 6 социал-демократических объединений. Состояли в них преимущественно русские рабочие.

В 1900 году была создана Бакинская организация РСДРП, к декабрю этого же года в 15 социал-демократических объединениях Азербайджана состояло около 200 человек. Весной 1901 года был организован Бакинский комитет РСДРП (позже большевиков), а в июле этого же года была организована подпольная типография «Нина», печатавшая издания газеты «Искра», печатного органа РСДРП. Литература, печатаемая в типографии, доходила и до ряда уездов Елизаветпольской губернии. В 1902—1903 годах в Баку были организованы Балаханинский, Биби-Эйбатский, Черногородской, Белогородской и Городской районные комитеты РСДРП. В 1903 году в Тифлисе был созван I съезд социал-демократических организаций Кавказа, на котором было провозглашено создание Кавказского союзного комитета РСДРП. При поддержке БК и КСК РСДРП была организована всеобщая забастовка в июле 1903 года. На II съезде РСДРП присутствовал представитель и Бакинской партийной организации — Богдан Мирзаджанович Кнунянц.

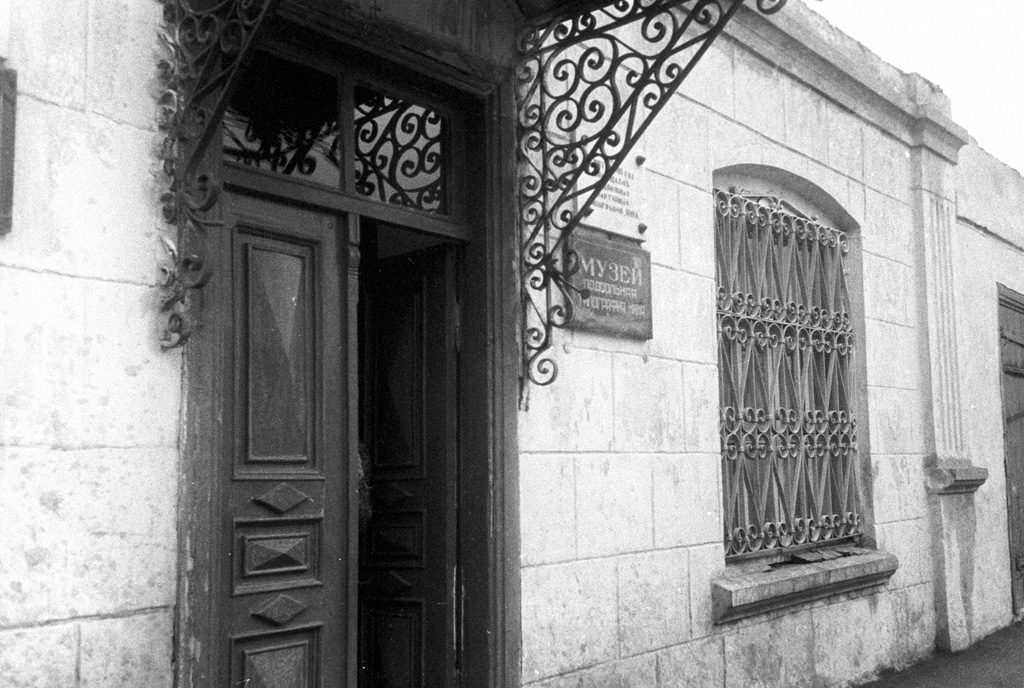
Дом-музей подпольной типографии «Нина», где в 1903—1905 годах печаталась газета «Искра».

С октября 1904 года действовала организация «Гуммет». По утвердившемуся в историографии мнению «Гуммет» создал Бакинский комитет РСДРП как свой филиал и эта организация не являлась самостоятельной (С. М. Эфендиев, писал, что она была органически связана с Бакинским комитетом РСДРП и одновременно пользовалась автономией). Зато зарубежные исследователи видели в создании «Гуммет» своеобразный феномен российской социал-демократии, в которой совместились марксизм с тюркским национализмом и которая независимо существовала от РСДРП. Проблема самостоятельности «Гуммет» в хрущёвскую эпоху вызвало полемику между учёными Баку и Москвы, в частности вокруг фундаментальной монографии «История Коммунистической партии Азербайджана» (1958). Если заведующий кафедрой Закавказской высшей партийной школы, профессор П. Н. Валуев подвергал критике попытки представить «Гуммет» как самостоятельную партию азербайджанских коммунистов, то азербайджанские учёные решительно возразили попыткам несправедливо принизить роль «Гуммет». Организация выпускала одноименную газету.
В 1904 году при помощи БК РСДРП были организованы первые социал-демократические кружки в Елизаветпольской губернии, в частности в Кедабеке и Шуше. В декабре этого же года прошла крупная стачка рабочих, к которой позже присоединились большевики, организовав стачечный комитет. В дни «Кровавого воскресенья» БК РСДРП объявило новую забастовку, организовало комиссию по вооружению при БК и народную боевую дружину. На III съезде РСДРП азербайджанских большевиков представлял Прокофий (Алёша) Джапаридзе. В годы Первой русской революции
в городах Шемаха и Евлах, станциях Акстафа, Баладжары и Аджикабул уже действовали большевистские группы, которые распространяли революционную литературу в селах и отправляли туда агитаторов.
После IV съезда РСДРП обстановка начала накаляться. Исполком Бакинской организации РСДРП перешел в руки меньшевиков, большевики перешли в конфронтацию с эсерами, кадетами, партиями «Гнчак», «Дифаи», «Мудафиэ», «Иттифак» и другими организациями. При исполкоме БК РСДРП были организованы специальные агитгруппы, печатались газеты на тюркском, армянском и русском языках. К лету 1906 года окончательно была сформирована Всебакинская боевая дружина.
Перед V съездом РСДРП отношения бакинских большевиков и меньшевиком окончательно обострились. Меньшевиками был организован Рабочий съезд, против которого открыли борьбу большевики. В 1907 году на межрайонном собрании представителей Бакинской организации РСДРП было распущено меньшевистское руководство, была организована комиссия, подготовившая проведение в октябре 1907 года Всебакинской партийной конференции. После конференции резко увеличилось количество большевиков в организации — 2 тысячи из 3 тысяч. В 1911 году большевики и меньшевики объединились в объединённый Бакинский комитет РСДРП.
28 мая 1914 года началась всеобщая летняя стачка, руководимая Бакинским комитетом РСДРП во главе с Степаном Шаумяном. Рабочими было выдвинуто 46 требований, бастовало около 50 тысяч человек. Однако, стачка была прекращена в связи с началом I мировой войны.
В январе 1917 года в Баку вновь была организована забастовка. После Февральской революции Бакинский комитет РСДРП вышел из подполья, в ряде городов и сел прошли собрания и митинги, посвященные событию, где участвовали большевики, призывавшие к созданию Советов. 7 марта 1917 года был организован Бакинский Совет рабочих депутатов, а 10 марта на городском собрании был избран Временный объединенный БК РСДРП, однако, объединение было лишь формальным. В марте был избран Временный комитет организации «Гуммет», а 9 апреля был создан Елизаветпольский комитет РСДРП. 10 апреля 1917 года прошла первая легальная партконференция. 25 июня на городской конференции Бакинской организации РСДРП(б) был избран большевистский БК, в том же году Елизаветпольская, Шушинская и Шемахинская большевистские парторганизации разорвали связь с меньшевиками.
Среди азербайджанских рабочих-иммигрантов из Ирана действовала социал-демократическая организация «Адалят», издававшая партийный печатный орган — журнал «Байраки-адалят» на тюркском и персидском языках.
В августе 1917 года при БК РСДРП(б) была создана организация «Бирлик», которая вела пропагандистскую работу среди татар города Баку, в том же месяце была создана молодежная организация при БК, что положило начало азербайджанскому комсомолу. В октябре 1917 года в Тифлисе прошел I съезд большевистских организаций Кавказа, где приняли участие представители Бакинской, Елизаветпольской и Шушинской парторганизаций. На съезде был организован Закавказский краевой комитет РСДРП(б). 2 (15) ноября 1917 года был сформирован Бакинский совет рабочих, крестьянских и солдатских депутатов (Баксовет), который в апреле 1918 года в результате кровопролитных мартовских событий утвердил свою власть в Баку. 25 апреля 1918 года на заседании Бакинского совета был образован Бакинский совет народных комиссаров (Совнарком), 31 июля сложивший свои полномочия. В марте 1919 года было создано Бакинское бюро Закавказского краевого комитета РСДРП(б).
В 1919 году Бакинское бюро Закавказского краевого комитета РКП(б) приняло решение об объединении большевистских парторганизаций Азербайджана. В ночь с 11 на 12 февраля, на тайном I съезде коммунистических организаций Азербайджана, в Бакинском рабочем клубе, было принято решение об объединении организаций «Гуммет», «Адалят» и Бакинского комитета РКП(б) в Коммунистическую партию (большевиков) Азербайджана. В течение 1920 года было образовано 14 уездных, Бакинский городской и бакинские районные комитеты КП(б)А. 24 апреля 1920 года ЦК и БК КП(б)А приняли решение о вводе в Баку военного положения, сыграв важную роль в свержении АДР и создании Азербайджанской ССР. После апрельской Бакинской операции КП(б) Азербайджана стала единственной партией в республике.
Все области политической системы полностью перешли под руководство Компартии, под ее же руководством начались коллективизация и массовые репрессии в Азербайджане в 1930-х годах.
На XIX съезде (1952) было принято решение изменить название партии на Коммунистическая партия Азербайджана.
После январских событий 1990 года произошёл массовый выход из рядов партии. 14 сентября 1991 года на съезде Компартии Азербайджана было принято решение о самороспуске партии.

## Членство
| год  | членов | кандидатов в члены |
| ---- | ------ | ------------------ |
| 1920 | ~4000  | …                  |
| 1925 | 10836  | 9636               |
| 1930 | 30340  | 9552               |
| 1935 | 38752  | 17081              |
| 1940 | 50273  | 28759              |
| 1945 | 52611  | 17103              |
| 1950 | 101318 | 7541               |
| 1955 | 109836 | 6200               |
| 1960 | 135001 | 8729               |
| 1965 | 183993 | 14546              |
| 1970 | 236674 | 12996              |
| 1976 | 283685 | 12480              |
| 1982 | 324456 | 15316              |
| 1986 | 362966 | 13856              |
| 1987 | 369794 | 14302              |
| 1988 | 377286 | 13896              |
| 1989 | 384711 | 12833              |
| 1990 | 415157 | …                  |

На момент основания Коммунистическая партия Азербайджана насчитывала около 4 тысяч членов в своих рядах.
На 1921 год в АКП(б) состояло 9 522 человека, кандидатами в члены было 5 254 человека. Женщин в рядах партии было 620 человек. На 1 января 1924 года 30,4 % коммунистов были рабочими, 28,2 % — крестьянами, 41,4 % — служащими и прочими. В первые годы существования 56,8 % членов и кандидатов в члены партии проживали в сельской местности. В 1921 году доля азербайджанских тюрок в партии составляла 42,2 %. Число первичных партийных организаций в 1921 году составляло 586.
Бакинская партийная организация на 1 июля 1941 года насчитывала 35 706 человек. Из них членов партии — 28 734 чел., кандидатов партии — 6 972 чел. На 1 июля 1941 года также по Бакинской партийной организации насчитывалось 1 428 первичных и 59 цеховых партийных организаций.
На 1970 год в КПА состояло 236 674 человека, кандидатами в члены было 12 996 человека. Женщин в рядах партии было 48758 человек. На 1 января 1970 года 30,9 % коммунистов были рабочими, 14,3 % — крестьянами, 54,8 % — служащими и прочими. 53,3 % членов и кандидатов в члены партии проживали в городах. В 1970 году доля азербайджанцев в партии составляла 66,4 %. Число первичных партийных организаций в 1970 году составляло 7680.
Число коммунистов в республике росло вплоть до 1990 года (за исключением 1922, 1943—1944, 1949—1951 годов), достигнув числа в 415 157 членов и кандидатов в члены на 1 января 1990 года.

## Структура
Высшим органом Компартии Азербайджана являлся ее съезд, между съездами — Центральный комитет, который избирался съездом, между заседаниями Центрального комитета — бюро ЦК КП, которое избиралось Центральным комитетом, высший исполнительный орган — Секретариат, а высшее должностное лицо — первый секретарь ЦК республики, избиравшее Центральным комитетом, высший контрольный орган — Комитет партийного контроля, избирался Центральным комитетом, высший аудиторский орган — Центральная ревизионная комиссия, избиралась съездом.
В Центральном комитете Коммунистической партии Азербайджана к 1986 году существовали следующие отделы:
- Управление делами
- отдел административных органов
- отдел сельскохозяйственной и пищевой промышленности
- отдел химической и нефтяной промышленности
- отдел строительства и городского хозяйства
- отдел культуры
- отдел экономики
- отдел зарубежных связей
- отдел легкой и пищевой промышленности
- отдел машиностроения
- отдел организационно-партийной работы
- отдел пропаганды и агитации
- отдел науки и учебных заведений
- отдел торговли и бытовых услуг
- отдел транспорта и связи
- отдел водного хозяйства и сельского строительства
- общий отдел

При ЦК КП Азербайджана действовали Бакинская высшая партийная школа занимавшаяся подготовкой партийных кадров, Институт истории партии при ЦК КП Азербайджана - филиал Института марксизма-ленинизма при ЦК КПСС. Печатными органами партии являлись газеты «Коммунист» (на азербайджанском языке), «Бакинский рабочий» (на русском языке), «Коммунист» (на армянском языке), журнал «Азербайджан коммунисти» (на азербайджанском языке).
На 1921 год существовали 1 городской и 17 уездных комитетов партии. В 1953—1954 годах существовали 2 областных партийных комитета — Бакинский и Гянджинский. На 1970 год существовало 2 областных (Нахичеванский и Нагорно-Карабахский), 9 городских (Кировабадский, Степанакертский, Нахичеванский, Сумгаитский, Шекинский, Мингечаурский, Али-Байрамлинский, Евлахский, Нафталанский), 10 городских и 56 сельских районных комитетов партии.

### Съезды
- I съезд АКП (11—12 февраля 1920 г.) — учредительный
- I конференция АКП(б) (5—7 мая 1920 г.)
- II съезд АКП(б) (16—23 октября 1920 г.)
- III съезд АКП(б) (11—17 февраля 1921 г.)
- IV съезд АКП(б) (2—7 февраля 1922 г.)
- II конференция АКП(б) (1—4 ноября 1922 г.)
- V съезд АКП(б) (12—16 марта 1923 г.)
- VI съезд АКП(б) (5—9 марта 1924 г.)
- VII съезд АКП(б) (30 ноября — 4 декабря 1925 г.)
- VIII съезд АКП(б) (12—18 ноября 1927 г.)
- IX съезд АКП(б) (6—14 марта 1929 г.)
- X съезд АКП(б) (31 мая — 1 июня 1930 г.)
- XI съезд АКП(б) (19—25 января 1932 г.)
- XII съезд АКП(б) (11—14 января 1934 г.)
- XIII съезд КП(б) Азербайджана (3—9 июня 1937 г.)
- XIV съезд КП(б) Азербайджана (7—14 июня 1938 г.)
- XV съезд КП(б) Азербайджана (25 февраля — 1 марта 1939 г.)
- XVI съезд КП(б) Азербайджана (12—16 марта 1940 г.)
- XVII съезд КП(б) Азербайджана (25—28 февраля 1949 г.)
- XVIII съезд КП(б) Азербайджана (24—26 мая 1951 г.)
- XIX съезд КП(б) Азербайджана (23—25 сентября 1952 г.)
- XX съезд КП Азербайджана (12—16 февраля 1954 г.)
- XXI съезд КП Азербайджана (25—27 января 1956 г.)
- XXII съезд КП Азербайджана (28—30 января 1958 г.)
- Внеочередной XXIII съезд КП Азербайджана (8—9 января 1959 г.)
- XXIV съезд КП Азербайджана (16—18 февраля 1960 г.)
- XXV съезд КП Азербайджана (6—9 сентября 1961 г.)
- XXVI съезд КП Азербайджана (9—10 января 1964 г.)
- XXVII съезд КП Азербайджана (24—26 февраля 1966 г.)
- XXVIII съезд КП Азербайджана (10—12 марта 1971 г.)
- XXIX съезд КП Азербайджана (28—30 января 1976 г.)
- XXX съезд КП Азербайджана (28—30 января 1981 г.)
- XXXI съезд КП Азербайджана (31 января — 1 февраля 1986 г.)
- XXXII съезд КП Азербайджана (8 июня — 27 июля 1990 г.) — самый продолжительный съезд (51 день)
- XXXIII съезд КП Азербайджана (1—14 сентября 1991 г.) — роспуск партии